# The Cap-Tans
 (avril 2025).
La mise en forme du texte ne suit pas les recommandations de Wikipédia : il faut le « wikifier ».
Les points d'amélioration suivants sont les cas les plus fréquents. Le détail des points à revoir est peut-être précisé sur la page de discussion.
- Les titres sont pré-formatés par le logiciel. Ils ne sont ni en capitales, ni en gras.
- Le texte ne doit pas être écrit en capitales (les noms de famille non plus), ni en gras, ni en italique, ni en « petit »…
- Le gras n'est utilisé que pour surligner le titre de l'article dans l'introduction, une seule fois.
- L'italique est rarement utilisé : mots en langue étrangère, titres d'œuvres, noms de bateaux, etc.
- Les citations ne sont pas en italique mais en corps de texte normal. Elles sont entourées par des guillemets français : « et ».
- Les listes à puces sont à éviter, des paragraphes rédigés étant largement préférés. Les tableaux sont à réserver à la présentation de données structurées (résultats, etc.).
- Les appels de note de bas de page (petits chiffres en exposant, introduits par l'outil «  Source ») sont à placer entre la fin de phrase et le point final[comme ça].
- Les liens internes (vers d'autres articles de Wikipédia) sont à choisir avec parcimonie. Créez des liens vers des articles approfondissant le sujet. Les termes génériques sans rapport avec le sujet sont à éviter, ainsi que les répétitions de liens vers un même terme.
- Les liens externes sont à placer uniquement dans une section « Liens externes », à la fin de l'article. Ces liens sont à choisir avec parcimonie suivant les règles définies. Si un lien sert de source à l'article, son insertion dans le texte est à faire par les notes de bas de page.
- La présentation des références doit suivre les conventions bibliographiques. Il est recommandé d'utiliser les modèles {{Ouvrage}}, {{Chapitre}}, {{Article}}, {{Lien web}} et/ou {{Bibliographie}}. Le mode d'édition visuel peut mettre en forme automatiquement les références.
- Insérer une infobox (cadre d'informations à droite) n'est pas obligatoire pour parachever la mise en page.

Pour une aide détaillée, merci de consulter Aide:Wikification.
Si vous pensez que ces points ont été résolus, vous pouvez retirer ce bandeau et améliorer la mise en forme d'un autre article.
 (avril 2025).
Les Cap-Tans est un groupe de R&B américain formé à Washington, DC, en 1948. Connu à l'origine sous le nom de Buddies, l'ensemble était dirigé par l'impresario Lillian Claiborne, qui a contribué à établir les Cap-Tans au niveau régional. Malgré des dissolutions et des changements de composition, le groupe n'a pas connu de succès commercial majeur pendant la plus grande partie de sa carrière ; cependant, plusieurs de leurs chansons ont été reprises plus tard par des groupes doo-wop notables tels que les Ravens et les Crows. En conséquence, le matériel des Cap-Tans est resté dans la conscience des amateurs de R&B.

## Histoire
Avant les Cap-Tans, le groupe se présentait initialement sous le nom de Buddies (copains), avec une formation composée de Floyd Bennett (premier ténor ), Alfred "Buddy" Slaughter (deuxième ténor), Lester Fountain ( baryton, guitare ) et Sherman Buckner (ténor principal). Bennett et Slaughter se sont d'abord associés dans un trio d'après -guerre qui a tenté, mais n'a pas réussi à négocier un contrat d'enregistrement alors qu'ils étaient à New York. Après le départ du troisième membre, Bennett et Slaughter recrutèrent Fountain et Buckner pour former les Buddies, qui passèrent bientôt sous la direction de Lillian Claiborne en 1948. Lorsque Claiborne a commencé à organiser des réservations pour les Buddies, le groupe s'est présenté sous le nom de Cap-Tans. Fin 1948, Claiborne convainc Harmon Bethea ( basse ) de quitter le groupe gospel les quatre voix progressistes et de rejoindre les Cap-Tans,.
Les Cap-Tans sont apparus dans l'émission de radio du DJ Paul Chapman, le rejoignant dans une interprétation de "Coo-Coo Jug-Jug (That's the Sound of the Birds)"(c'est le son des oiseaux). Chapman fut tellement impressionné par la diffusion qu'il engagea le groupe dans un enregistrement de la chanson, soutenu par sa composition « You'll Always Be My Sweetheart »(tu seras toujours ma chéri), qui sortit sur DC Records en juin 1949. Pour le reste de l'année, les Cap-Tans ont enregistré un message d'intérêt public dénonçant les méfaits des maladies sexuellement transmissibles qui est apparu sur le réseau ABC le 1er octobre et ont sorti leur single suivant "Goodnight Mother"(Bonne nuit mère). Le 4 février 1950, le groupe signe un contrat d'enregistrement avec Claiborne et son associé silencieux Winfield Adams, leur donnant ainsi la permission de vendre et de faire de la publicité pour leurs enregistrements de quelque manière que ce soit,.
En avril 1950, les Cap-Tans enregistrent « My My Ain't She Pretty »(Ma ma n'est elle pas jolie) et « Never Be Lonely »(ne soyez jamais seul), qui sont vendus à Gotham Records pour distribution. Cependant, le single fut un échec financier et le cofondateur de la maison de disques, Ivin Ballen, refusa d'écouter, et encore moins de distribuer, le prochain single du groupe, "I'm So Crazy for Love"(Je suis tellement fou d'amour), à la manière d'Ink Spots, qui sortit plutôt sur Dot Records en août 1950. Bien qu'il n'ait pas réussi à atteindre les  nationaux, « I'm So Crazy for Love » a eu tellement de succès au niveau régional - le single s'est vendu à 15 000 exemplaires la première semaine - que les Ravens l'ont repris en décembre. Sa face B, "Crazy Bout My Honey Dip"(Fou de ma douce chérie), a également été enregistrée par les Sparrows (sous le nom de "Hey") et les Saigons (sous le nom de "Honey Gee"(Chérie Gee)). Le deuxième album principal des Cap-Tans, "Chief, Turn the Horse on Me"(chef tourne le cheval contre moi), sorti en décembre, a ensuite été relancé par les Crows sur leur interprétation intitulée "Call the Doctor"(appelle le docteur). Bien que le groupe ait été mal géré tout au long de sa durée, en particulier sur ses deux derniers disques pour Gotham et Corral Records , ils étaient particulièrement populaires au Howard Theatre et dans des clubs plus petits tels que le Club Caverns, le Blue Mirror, le Five O'Clock Club,.
Après que Fountain ait été enrôlé dans l'armée en 1951, les Cap-Tans sont restés sur le circuit live pendant deux ans de plus, mais se sont dissous en 1953. Cependant, le groupe a trouvé une seconde vie en 1958 lorsque Bethea a réinventé le groupe sous le nom de L' Cap-Tans (pour un son « exotiquement espagnol ») avec une formation qui comprenait Lester Britton (lead), Richard Stewart (premier ténor, baryton), Elmo "Chico" Anderson (deuxième ténor), Bethea (baryton) et Francis Henry (guitare). D'autres singles suivirent jusqu'à ce qu'enfin, en 1968, sous le nom d'Agents, le groupe remporte deux succès nationaux avec « One Eye Open »(un oeil ouvert) et « My Wife, My Dog, My Cat »(Ma Femme , Mon Chien, Mon Chat. Le groupe a continué de se produire jusque dans les années 1970 et s'est finalement dissous en 1978,.